# Snarøya
Snarøya è una penisola della Norvegia situata all'interno dell'Oslofjord ("fiordo di Oslo"). 
Su questa penisola si trova un sobborgo di Oslo, che appartiene sia amministrativamente che geograficamente al comune di Bærum, nella contea di Akershus. Si trova a sud dei quartieri Lysaker, Lagåsen e Fornebu, ed ha 2 940 abitanti.

## Storia
Il suo nome deriva dalla parola snar, che significa "bosco" o "terreno cespuglioso". Il suffisso -oya si riferisce al fatto che la penisola è stata un'isola fino al XIX secolo.
Non è chiaro quando l'isola iniziò ad essere popolata. Nel 1616 Snarøya venne registrata come terra della corona, ma in seguito divenne di proprietà privata.
Il teologo Christian Kolle ne fu proprietario dal 1770 e il 1803.
Nel 1867 la proprietà fu acquistata da Valentin Fürst, che la trasformò in una segheria, successivamente chiusa nel 1907, e allo stesso tempo, gran parte del terreno circostante fu spartito in lotti per case e villette. Nel 1923 Snarøya venne acquistata da Mario Caprino, padre del regista cinematografico e scrittore Ivo Caprino.